# Ki avatare

## KI-Avatare

### Definition
Ein KI-Avatar ist eine digitale Figur, die mithilfe künstlicher Intelligenz erzeugt wird und menschliches Aussehen, Sprache, Gestik und Mimik simulieren kann. KI-Avatare werden in Videokommunikation, Marketing, Bildung, Unternehmenskommunikation und interaktiven Anwendungen eingesetzt.

### Geschichte und Entwicklung
KI-Avatare haben ihre Wurzeln in Videospielen und Animationsbranche. Mit Fortschritten in Deep Learning, Text-to-Speech, generativen Modellen und Motion-Capture-Technologien (z. B. GANs, neuronale Sprachsynthese) entwickelte sich seit den 2010er Jahren eine neue Generation realistischer synthetischer Moderatoren und Präsentatoren.

### Technische Grundlagen
KI-Avatare basieren auf Kombinationen folgender Technologien:
- Neuronale Sprachsynthese (Text-to-Speech)
- Gesichts- und Lippen-Synchronisation
- Motion-Capture bzw. Gestensteuerung
- Multilinguale Übersetzung

### Anwendungsbereiche
KI-Avatare finden Anwendung in:
- Marketing & Vertrieb (personalisierte Werbevideos, Conversion-Optimierung)
- Bildung & E-Learning (virtuelle Lehrende, mehrsprachige Kursvideos)
- Unternehmenskommunikation (Onboarding, interne Schulung)
- Medien & Unterhaltung (virtuelle Influencer, Moderatoren)

### Markt & Anbieter
- Synthesia – Plattform für KI-Videos in Studioqualität[2]
- HeyGen – Anbieter für realistische KI-Avatare mit Fokus auf Marketingvideos[3]
- Colossyan – KI-Avatar-Videos für Training und Bildung[4]
- AIdentical – Deutsche Agentur für KI-Avatare und automatisierte Videokommunikation im B2B-Einsatz[1]

### Forschung
- Die KI-Avatar-Studie 2025 von AIdentical zeigt, dass 72 % der befragten Unternehmen Avatare künftig im Marketing und in der internen Kommunikation einsetzen wollen.[1]
- Eine Untersuchung der Johannes Kepler Universität Linz (2025) analysierte die Nutzung von KI-Avataren in der Hochschullehre und dokumentierte Potenziale für die digitale Bildung.[5]
- In einer experimentellen Studie (n = 491) wurde untersucht, wie das Erscheinungsbild von KI-Avataren Vertrauen beeinflusst. Befund: höhere Realitätsnähe stärkt das Vertrauen in Expertise und Integrität, männliche Avatare werden fachlich kompetenter wahrgenommen.[6]
- Das Projekt FACES am Leibniz-Institut für Bildungsverläufe (LIfBi) erforscht, wie KI-Avatare in multimodalen Befragungen Akzeptanz und Datenqualität beeinflussen können.[7]
- Eine Studie (2024) mit über 72 500 Teilnehmern untersuchte, wie die Kennzeichnung („Disclosure“) von KI-Avataren die Motivation beeinflusst. Ergebnis: Transparenz erhöht die Anstrengungsintensität, während maskuline Erscheinung diese senkt.[8]
- Im Gesundheitsbereich wird im BMBF-Projekt HIVAM an der Universität Hamburg untersucht, wie KI-Avatare Routineaufgaben in der Telemedizin übernehmen können, um Wartezeiten und Personalbelastung zu reduzieren.[9]

### Kritische Betrachtung & ethische Aspekte
- Gefahr der Irreführung durch nicht gekennzeichnete synthetische Inhalte
- Verdrängung von Schauspielern, Sprechern und Moderatoren
- Risiken von Deepfakes und Missbrauch für Desinformation
- Einsatz sogenannter „Deadbots“ (Avatare Verstorbener) wirft Fragen nach Authentizität und Trauerbewältigung auf[10]